# Lonicera arborea
Espèce
Classification phylogénétique
Lonicera arborea est une espèce de chèvrefeuilles de la famille des Caprifoliacées.
Synonyme
- Lonicera nummulariifolia Jaub. & Spach

## Description
C'est un arbuste.
Ses feuilles sont opposées, de forme ovale,.
Les fleurs sont de couleur rose.

## Habitat
Lonicera arborea ne se retrouve qu'en Espagne.